# برايان هيوز (لاعب كرة قدم)
برايان هيوز (بالإنجليزية: Brian Hughes)‏ (20 أغسطس 1962 في المملكة المتحدة - ) هو مدرب كرة قدم ولاعب كرة قدم بريطاني في مركز الوسط. لعب مع سويندون تاون ونادي باري تاون يونايتد ونادي توركي يونايتد ونادي غلوستر سيتي ونادي تشيلتنهام تاون لكرة القدم وويتني تاون ‏.

## وصلات خارجية
- برايان هيوز على موقع قاعدة بيانات كرة القدم.إي يو (الإنجليزية)